# 娜奧米·布羅迪
娜奧米·布羅迪（英語：Naomi Broady，1990年2月28日—）是英國职业网球女运动员，她於2006年成為職業球員。她的WTA生涯最高單打排名為第76（2016年3月7日）。曾代表國家參加協會盃。

## 外部連結
- 娜奧米·布羅迪的国际女子网球协会官方資料（英文）
- 娜奧米·布羅迪的國際網球總會 職業／青少年 官方資料（英文）
- Fed Cup - Player profile - Naomi Broady (GBR)[]